# Distrito de Glâne
O Distrito de Glâne é um dos sete distritos do cantão de Friburgo, na Suíça. Sua capital é Romont. Possui 19 comunas, totalizando uma área de 168.8 km2. Sua população, de acordo com o censo de 2010, é de 20.708 habitantes , tendo, portanto, uma densidade demográfica de 120 habitantes por km2.

## Demografia
De acordo com o censo de 2010, a população do distrito de Glâne é de 20.708 habitantes. A maioria da população, em 2000, tinha como língua materna o francês (16.347 ou 92,0%); o alemão aparecia como a segunda mais comum (436 ou 2,5%) e o português, em terceiro lugar, com 421 (ou 2,4%).  Havia 66 pessoas que falavam italiano e duas pessoas que tinham, como língua materna, o romanche.
O histórico da população é apresentado na seguinte tabela: